# SING A SONG 〜NO MUSIC, NO LOVE LIFE〜
「SING A SONG 〜NO MUSIC, NO LOVE LIFE〜」（シング・ア・ソング ノー・ミュージック・ノー・ラブ・ライフ）は、こっこちゃんとしげるくんのシングル。

## 概要
- 「TOWER RECORDS GO! GO! 25」テーマソング。1996年11月21日に発売されたCoccoのインディーズシングル「COCKO」に収録されていた「SING A SONG ～NO MUSIC, NO LIFE～」が原曲であるが、全編英語詞だったオリジナルに対し、このシングルでは内容も新たに、日本語詞に書き改められている。
- 本曲をリリースした「こっこちゃんとしげるくん」は、次のシングル「初花凛々」よりバンド名をSINGER SONGERに改めている。
- SINGER SONGERのアルバム『ばらいろポップ』に収録されているが、シングルバージョンではなくアルバム用に編集した「Album Edit」バージョンでの収録となった。シングルバージョンは2010年1月27日発売のコンピレーションアルバム『NO MUSIC, NO LIFE. SONGS』に収録されている。

## 収録曲
1. SING A SONG 〜NO MUSIC, NO LOVE LIFE〜 (6:13)
作詞・作曲:こっこ、編曲:岸田繁

## 収録アルバム
- ばらいろポップ (#1、アルバム・バージョン)
- NO MUSIC, NO LIFE. SONGS (#1)